# Tagesschau (Rai Südtirol)
Die Tagesschau ist eine täglich im Fernsehen ausgestrahlte Nachrichtensendung im deutschsprachigen Sender Rai Südtirol, der zur öffentlich-rechtlichen italienischen Rundfunkanstalt Rai – Radiotelevisione Italiana gehört. Die Sendung existiert seit dem 7. Februar 1966. Im Jahr 1992 zog die Redaktion von Rom nach Bozen. Die 20-minütige Übertragung beginnt jeden Tag um 20 Uhr. Daneben gibt es seit 1999 auch eine Spätausgabe um 22:10 Uhr mit dem Titel „Tagesschau um 10 nach 10“.
Die Themenschwerpunkte liegen bei regionaler, staatlicher und internationaler Politik, Chronik und Weltgeschehen. Die Sendung endet mit der aktuellen Wettervorhersage für Südtirol.
An Samstagen lief bis 2007 direkt im Anschluss an beide Ausgaben das „Wort zum Nachdenken“, eine Art „Wort zum Sonntag“. Seit damals heißt die Sendung „Nachgedacht“.
Seit Jänner 2014 wird die Sendung aus einem neuen Studio im 16:9-Format ausgestrahlt.
Von 1976 bis 1998 und wieder seit 2014 ist die Melodie des Intros eine Variation des Bozner Bergsteigerlieds in Verbindung mit einer Darstellung des Schlern.